# Ronderosia piceomaculatus
Ronderosia piceomaculatus är en insektsart som först beskrevs av Frédéric Carbonell 1972.  Ronderosia piceomaculatus ingår i släktet Ronderosia och familjen gräshoppor. Inga underarter finns listade i Catalogue of Life.